# El Santuario
El Santuario est une municipalité située dans le département d'Antioquia, en Colombie.

## Personnalités liées à la municipalité
- José María Córdova (1799-1829) : général tué à El Santuario.